# Ville Väisänen
Ville Väisänen (Oulu, 19 aprile 1977) è un allenatore di calcio ed ex calciatore finlandese, di ruolo attaccante.

## Carriera

### Giocatore

#### Club
Väisänen cominciò la carriera con la maglia dello OTP, per poi passare al Jazz. Si trasferì allora agli olandesi del De Graafschap, che in seguito lo prestarono prima al Lahti e poi al TPV. Dopo aver fatto ritorno in Olanda, fu ceduto a titolo definitivo ai greci dell'Ethnikos Asteras.
Dopo due stagioni allo Haka, fu ingaggiato dai norvegesi del Bryne. Esordì nella Tippeligaen il 13 aprile 2003, quando fu titolare nella sconfitta per 3-0 contro il Viking. Militò poi per gli svedesi del Ljungskile.
Tornato in patria, giocò per lo Jaro, poi per gli inglesi del Darlington e nello OPS. Si accordò in seguito con l'OPA, che poi lo prestò allo Spennymoor Town. Chiuse la carriera all'OPA, nel 2010.

#### Nazionale
Conta 5 presenze per la Finlandia, con una rete all'attivo.

### Allenatore
Nel 2010 diventò allenatore-giocatore dell'OPA.